# Cheikh Abd el-Gournah
Cheikh Abd el-Gournah est une nécropole de l'Égypte antique sur la rive ouest du Nil, face à Louxor. Elle est nommée ainsi car elle se trouve à proximité du village portant ce nom ; ce village fait partie de la commune de Gournah qui regroupe aussi l'ancien village de Gournah (le « Vieux-Gournah »), aujourd'hui abandonné et situé près de plusieurs temples funéraires, dont celui de Séthi Ier (XIXe dynastie), et le nouveau village de Gournah (le « Nouveau-Gournah »), construit entre 1946 et 1952 et situé les colosses de Memnon et el-Gezira.
Un grand nombre de tombes non royales ont été trouvées dans la nécropole de Cheikh Abd el-Gournah dont celle de Méketrê (TT280), qui contient une extraordinaire collection de modèles funéraires en bois peint du Moyen Empire : sa maison avec ses différents ateliers, ses cuisines, ses étables et ses troupeaux, ses serviteurs, ses domaines, son jardin ainsi que ses navires et ses bateaux de pêche.

## Tombes

Cercueil anthropoïde de Puia (entre 1500 et 1450 av. J.-C., Nouvel Empire), trouvé par Robert Mond à Cheikh Abd el-Gournah. Museo Egizio, Turin.

Certaines tombes ont été occupées par deux personnages (noms et fonctions séparés par /).
- TT21 : Ouser, scribe et régisseur de Thoutmôsis Ier
- TT22 : Méryamon, maître d'hôtel à la cour
- TT23 : Tjay (ou To), scribe du courrier royal, règne de Mérenptah
- TT24 : Nebamon, régisseur de l'épouse royale Nebtou
- TT29 : Amenemopet, vizir d'Amenhotep II
- TT31 : Khonsou, premier prophète de Thoutmôsis III
- TT38 : Djéserkarêseneb, scribe, compteur des grains du grenier d'Amon
- TT41 : Amenemopet, ou Ipy, intendant en chef d'Amon dans Thèbes
- TT42 : Amenmosé, capitaine des troupes, œil du Roi au Rétjénou
- TT43 : Néferrenpet, maître-cuisinier du Roi
- TT44 : Amenemheb, prêtre d'Amon
- TT45 : Thiout / Thoutemheb, intendant de Mey, premier prophète d'Amon / chef des tisserands du domaine d'Amon
- TT46 : Ramosé, intendant et gardien du domaine d'Amon
- TT51 : Ouserhat, premier prophète de Thoutmôsis II
- TT52 : Nakht, scribe, astronome d'Amon
- TT53 : Amenemhat, agent d'Amon
- TT54 : Houy / Kenro, sculpteur d'Amon / prêtre de Khonsou
- TT55 : Ramosé, vizir d'Amenhotep III
- TT56 : Ouserhet, scribe royal, enfant du Kep
- TT57 : Khâemhat
- TT58 : Inconnu
- TT59 : Qen, premier prophète de Mout
- TT60 : Antefoqer, gouverneur de Thèbes et vizir d'Amenemhat Ier puis de Sésostris Ier
- TT61 : Ouseramon, dit Ouser (également TT131), règne de Thoutmôsis III
- TT62 : Amenemouaskhet, gardien du Cabinet
- TT63 : Sobekhotep, gardien du sceau de Thoutmôsis IV
- TT64 : Hekernéhéh, nourrice du fils royal
- TT65 : Imiseba / Nebamon, chef du sanctuaire / scribe du Trésor
- TT66 : Hépou, vizir
- TT67 : Hapouseneb, règne d'Hatchepsout
- TT68 : Espanéferhor ou Penrenkhnoum, prophète d'Amon
- TT69 : Menna, scribe des domaines du roi
- TT70 : Amenmosé
- TT71 : Sénènmout, intendant en chef de la Maison d'Hatchepsout
- TT72 : Rê, premier prophète d'Amon
- TT73 : Amenhotep, intendant en chef
- TT74 : Tjanouny, scribe royal, commandant des soldats
- TT75 : Amenhotep-si-se, second prophète d'Amon
- TT76 : Thenouna, porteur de l'éventail à la droite du roi
- TT77 : Ptahemhat ou Roy, porteur de sceau du roi
- TT78 : Horemheb, superintendant du bétail sacré, capitaine des Archers
- TT79 : Menkhéper, ou Menkhéperrêséneb, scribe des greniers du roi
- TT80 : Thoutnéfer, prince, scribe du trésor
- TT81 : Inéni, architecte de Thoutmôsis Ier
- TT82 : Amenemhat, scribe-comptable du grain sous Thoutmôsis III
- TT83 : Amethou, ou Ahmosé, vizir
- TT84 : Amonedjeh ou Méry, prince, hérault royal en chef, intendant du Palais
- TT85 : Amenemheb, ou Mahu, prince, scribe royal
- TT86 : Menkhéperrêséneb, grand prêtre d'Amon
- TT87 : Minnakhte, superintendant du grain
- TT88 : Pehsoukher, ou Thenenou, prince, scribe royal, porte-étendard du roi
- TT89 : Amenmosé, régisseur de Thèbes sous Amenhotep III
- TT90 : Nebamon
- TT91 : Méri
- TT92 : Souemnout
- TT93 : Kenamon
- TT94 : Amy, ou Ramosé
- TT95 : Méry
- TT96 : Sennefer, maire de Thèbes
- TT97 : Amenemhat
- TT98 : Kaemheribsen
- TT99 : Sennéferi, gardien des porteurs de sceau
- TT100 : Rekhmirê, vizir de Thoutmôsis III puis d'Amenhotep II
- TT101 : Thanouro, règne d'Amenhotep II
- TT102 : Imhotep, règne d'Amenhotep III
- TT103 : Dagi
- TT104 : Thoutnéfer, règnes d'Amenhotep II, Hatchepsout et Thoutmôsis III
- TT105 : Khâemopet
- TT106 : Paser, vizir de Ramsès Ier, Séthi Ier et Ramsès II
- TT107 : Néfersekherou, scribe royal au palais de Malqata
- TT108 : Nebséni, règnes d'Hatchepsout et Thoutmôsis III
- TT109 : Min, règne de Thoutmôsis IV
- TT110 : Thoutmôsis, règnes d'Hatchepsout et Thoutmôsis III
- TT111 : Amenouahsou, règne de Ramsès II
- TT112 : Menkhéperrêseneb, puis Ashefytemouaset, règnes de Thoutmôsis III et Amenhotep II
- TT113 : Kynebou
- TT114 : Inconnu
- TT115 : Inconnu
- TT116 : Inconnu
- TT117 : Djémoutefânkh
- TT118 : Amenmosé
- TT119 : Inconnu
- TT120 : Âanen, chancelier de Basse-Égypte, prêtre-sem d'Héliopolis, et « Père Divin » ; frère de la reine Tiyi, beau-frère d'Amenhotep III
- TT121 : Ahmosé
- TT122 : Amenemhat
- TT123 : Amenemhat
- TT124 : Ray
- TT125 : Douaounéhéh
- TT126 : Hormosé
- TT127 : Senemiâh, directeur du trésor, règnes d'Hatchepsout et Thoutmôsis III
- TT128 : Pathenfy
- TT129 : Inconnu
- TT130 : May
- TT131 : Ouseramon, dit Ouser (également TT61)
- TT132 : Ramosé, règne de Taharqa
- TT133 : Néferrenpet
- TT134 : Thaouenany, ou Any
- TT135 : Bakenamon
- TT136 : Inconnu, scribe royal
- TT137 : Mosé
- TT138 : Nedjemger
- TT139 : Pairi
- TT170 : Nebmehyt
- TT171 : Inconnu
- TT224 : Ahmosé, ou Houmay
- TT225 : Inconnu, premier prophète d'Hathor
- TT226 : Inconnu, scribe royal
- TT227 : Inconnu
- TT228 : Amenmosé
- TT229 : Inconnu
- TT230 : Men
- TT249 : Néferrenpet
- TT251 : Amenmosé
- TT252 : Senimen
- TT259 : Hori
- TT263 : Piay
- TT269 : Inconnu
- TT280 : Méketrê, chancelier pendant le règne de Montouhotep II
- TT309 : Inconnu
- TT317 : Thoutnéfer
- TT318 : Amenmosé
- TT324 : Hatiay
- TT331 : Penne, ou Sounero
- TT342 : Thoutmôsis, hérault royal en chef
- TT343 : Benia, enfant du Kep, supérieur des travaux, règne d'Hatchepsout
- TT345 : Amenhotep, prêtre, fils de Thoutmôsis Ier
- TT346 : Amenhotep / Penra, chef des Medjaÿ, gardien du quartier des femmes au palais de la divine adoratrice du dieu
- TT347 : Hori, scribe
- TT348 : Na'amoutnakht, portier de la maison de l'or d'Amon, gardien-chef du Ramesséum
- TT349 : Tjay, gardien du volailler
- TT350 : Inconnu, scribe
- TT351 : Abaou, scribe de la cavalerie
- TT352 : Inconnu, gardien du grenier d'Amon
- TT367 : Paser, supérieur des archers, enfant du Kep, compagnon de Sa Majesté
- TT368 : Amenhotep, dit Houy, gardien des sculpteurs d'Amon à Thèbes
- TT384 : Nebmehyt, prêtre d'Amon au Ramesséum
- TT385 : Hounéfer, maire de Thèbes, gardien du grenier des offrandes divines d'Amon
- TT391 : Karabasaken, prophète de Khonsemouaset-Neferhotep, quatrième prophète d'Amon, maire de la Ville
- TT397 : Nakht, prêtre d'Amon, gardien du magasin d'Amon
- TT398 : Kamosé ou Nentouaref, enfant du Kep
- TT399 : Inconnu
- TT399A : Penrennou
- TT400 : Inconnu
- TT403 : Mérymaât, scribe du temple